# Claes Reimerthi
Claes Göran Reimerthi, född den 12 januari 1955 i Ystad, död 23 juli 2021 var en svensk författare och serieteoretiker. Han arbetade som manusförfattare för flera stora svenskproducerade tecknade serier, bland annat i den svenskstyrda produktionen av Fantomen, som del av Team Fantomen. Ett av hans egna koncept var albumserien Gustaf Vasa. 2011 debuterade han även som ungdomsboksförfattare.

## Karriär
Reimerthi började producera seriemanus för svenska tidningar i början av 1980-talet efter att tidigare prövat lyckan med Svenska Serier. Han skrev bland annat manus för Fantomen (sedan 1984), 91:an Karlsson (sedan 1991), Bamse (sedan 1991), Kerry Drake (i Seriemagasinet 1986–1994) och Lilla Fridolf 1991–1994. Bland de egna serierna märks albumserien Gustaf Vasa (1993–2000), Murphys lag (1990–1991) och Sputnik.
Under 1980-talet använde han sig huvudsakligen av pseudonymen Michael Tierres, och han har även tidvis använt sig av namnet Frans Möller. De seriemanus han skrev tillsammans med kollegorna Peter Nilsson och Håkan Fredriksson signerades som Erland Mårtensson. 

### Team Fantomen
Reimerthi var länge tidningen Fantomens huvudförfattare, och tillsammans med framförallt Ulf Granberg och Hans Lindahl och Lennart Moberg hade han ansvar för tidningens kreativa utveckling. Under åren 2000–2003 arbetade han även för King Features Syndicate med att skriva manus till serien Fantomens söndagssida.

### Ungdomsböcker
År 2011 debuterade Reimerthi i skönlitterär textform med ungdomsromanen Myrddin.

### Skriverier om serier
Förutom sitt författarskap var Reimerthi också aktiv inom Seriefrämjandet, bland annat genom att skriva artiklar åt Bild & Bubbla. År 2001 utkom han även med boken Walt Kelly – en seriemonografi på Seriefrämjandets förlag. Sedan 1983 var han ordförande för Seriefrämjandet Skåne.
Reimerthi var dessutom kollusor 1498 i NAFS(k). Han skrev bland annat åren 1997–2001 en artikelserie i fyra delar om Don Rosa för NAFS(k)uriren (nummer 28–31).

## Bamse-serier
| Årg. | Bamse-utgåva | Titel                                       | Kod     | Sid. | Manusmedskapare                                                 | Bildskapare                  |
| ---- | ------------ | ------------------------------------------- | ------- | ---- | --------------------------------------------------------------- | ---------------------------- |
| 1991 | #209 (4/91)  | Burres hemlighet (1/2)                      |         | 8    | Håkan Fredriksson, Peter Nilsson                                | Bo Michanek, Kerstin Hamberg |
| 1991 | #210 (5/91)  | Tjej-tjusaren (2/2)                         |         | 12   | Håkan Fredriksson, Peter Nilsson                                | Bo Michanek, Kerstin Hamberg |
| 1991 | #215 (10/91) | Bamse – något luktar, men vad? I (1/2)      |         | 10   | Håkan Fredriksson, Peter Nilsson                                | Francisco Tora               |
| 1991 | #216 (11/91) | Bamse – något luktar, men vad? II (2/2)     |         | 7    | Håkan Fredriksson, Peter Nilsson                                | Francisco Tora               |
| 1992 | #227 (10/92) | Bamse och tågrånarna I (1/2)                |         | 19   |                                                                 | Tony Cronstam                |
| 1992 | #228 (11/92) | Bamse och tågrånarna II (2/2)               |         | 16   |                                                                 | Tony Cronstam                |
| 1993 | #230 (1/93)  | Bamse och mysteriet på dimmiga ön (1/3)     |         | 12   |                                                                 | Francisco Tora               |
| 1993 | #231 (2/93)  | Bamse och mysteriet på dimmiga ön II (2/3)  |         | 13   |                                                                 | Francisco Tora               |
| 1993 | #231 (2/93)  | Bamse-ungarna skottar snö eller...          |         | 13   | Håkan Fredriksson, Peter Nilsson                                | Juan Aparici                 |
| 1993 | #232 (3/93)  | Bamse och mysteriet på dimmiga ön III (3/3) |         | 12   |                                                                 | Francisco Tora               |
| 1993 | #241 (12/93) | Bamses julgransbekymmer                     |         | 15   | Håkan Fredriksson, Peter Nilsson                                | Francisco Tora               |
| 1994 | #247 (5/94)  | Vargen råkar illa ut                        |         | 15   |                                                                 | Francisco Tora               |
| 1996 | #273 (5/96)  | Burre blir bränd                            |         | 12   |                                                                 | Tony Cronstam                |
| 1996 | #275 (7/96)  | Sjörövarnas nya kanon (1/2)                 |         | 14   | Håkan Fredriksson, Peter Nilsson                                | Francisco Tora               |
| 1996 | #276 (8/96)  | Sjörövarna rövar på land (2/2)              |         | 18   | Håkan Fredriksson, Peter Nilsson                                | Francisco Tora               |
| 1998 | #296 (2/98)  | Bamse som bankbud                           |         | 23   |                                                                 | Francisco Tora               |
| 1999 | #315 (8/99)  | Bamse och glädje-maskinen                   | BA96149 | 14   | Håkan Fredriksson, Peter Nilsson                                | Kenneth och Kerstin Hamberg  |
| 1999 | #317 (10/99) | Draken                                      | BA96151 | 8    | Håkan Fredriksson, Peter Nilsson                                | Kenneth och Kerstin Hamberg  |
| 2002 | #361 (13/02) | Burre: en riktig lirare                     | BA02176 | 12   | Håkan Fredriksson, Peter Nilsson                                | Juan Aparici                 |
| 2002 | #363 (15/02) | Burre rymmer                                | BA02028 | 10   | Håkan Fredriksson, Peter Nilsson                                | Juan Aparici                 |
| 2002 | #364 (16/02) | Burre på rymmen                             | BA02028 | 12   | Joakim Gunnarsson, Håkan Fredriksson, Peter Nilsson, Sören Axén | Juan Aparici                 |

- Källa: de volymer i bokserien Bamsebiblioteket som återger ovanstående Bamse-tidningar i faksimil.

## Utmärkelser
- 2001 – Adamsonstatyetten
- 2015 – Unghunden